# Margarida Orfila Tudurí
Margarita Orfila Tudurí(Mahón, Menorca, 10 de septiembre de 1889 - Barcelona, 29 de abril de 1970) fue compositora, pianista y profesora de música.Declarada hija ilustre de Mahón en 2020.

## Biografía[5]
Su familia se trasladó a vivir a Barcelona, cuando ella era joven.
Estudió en la Escuela Municipal de Música de Barcelona, donde tuvo como profesores a Antoni Nicolau, Joan Lamote de Grignon, Lluís Millet, Eusebi Daniel i Carles Pellicer. Posteriormente perfeccionó sus estudios musicales con Enric Granados. El 10 de julio de 1904 obtuvo el Premio a las oposiciones del último curso de Solfeo de la Escuela Municipal de Música. El 3 de junio de 1905 fue distinguida como la alumna más aventajada. En 1909 fue la primera mujer en obtener un sobresaliente como nota final de los estudios de Contrapunto y Fuga en dicha institución. 
En marzo de 1907, con sólo 17 años, fue nombrada profesora auxiliar de Solfeo y Teoría, plaza que más tarde ocuparía como titular hasta 1959. También ejerció como pianista hasta que contrajo matrimonio con Frederic Alfonso i Ferrer, profesor valenciano, a quien conoció en el Conservatorio Municipal de Música de Barcelona. Tuvieron cinco hijos: Frederic (abogado y poeta), Margarida (pianista, compositora y profesora de música como su madre), Joan (violinista y compositor), Francesc (violonchelista) y Carmen (cantante que contraería matrimonio con Josep Poch i Garriga). 
Desde 1907 fue profesora en la Escuela Municipal de Música de Barcelona, cargo que ocupó primero como auxiliar y más tarde como titular. Fue la primera menorquina que terminó los estudios superiores de música y se convirtió en profesora de un conservatorio superior de música. Su hermana Carmen fue violinista y también fuer profesora en la misma institución.

## Obra
- Barcarola, para violín y piano
- Cançó de Nadal, para coro
- Cançó de Sant Joan, para coro
- Enlaire els cors!, para coro
- L'estel i la branca (1955), para coro
- Formosa nit, para coro
- Frisança (1930), rondó para violín y piano. Dedicada a la violinista Rosa Mas
- Jardins de Montjuïc. Letra: Frederic Alfonso i Orfila
- Jocs d'àngels, cançó de nois a l'estiu (1954). Letra: Frederic Alfonso i Orfila
- Lento, para violín, violonchelo y piano
- Melodia, llegenda i tarantel·la, para violonchelo (o viola) y piano (ed. 2023)
- Petites semblances ofrena als meus fills, op. 24 (1930), colección de cinco impromtus para piano
- Primer temps d'una sonata, per a piano (1912). Primer premio del Concurso "Festa de Joventut" organizado por La Ilustració Catalana.
- Quatre estudis per a piano. Contiene: Homenatge a Chopin, Moderat quasi lent, Scherzo i Tema i VI variacions). Premio "Concepció Rabell", 1934. Estrenada por su hija Margarida Alfonso Orfila el 24 de marzo de 1935 en la Escuela Municipal de Música de Barcelona
- El rossinyol (1956), canción para coro. Letra: Roser Matheu.
- Scherzando, para violín y piano. Dedicada al violinista Francesc Costa
- Scherzo, op. 22 (1925), para piano
- Senyor mestre (1955), para coro
- Sonata (1912), para piano
- Tres melodies (1909), per a piano. Contenido: Non-non, Cançó d'abril i Pasqua Florida. Letra: Apeles Mestres

### Armonizaciones
- Cançó de joc infantil
- Cançó dels darrers dies
- Joc de xiquets
- Malalta d'amor
- La metzinera descarada (1908)
- La mort de na Roseta
- Cinc càntics catalans a la Mare de Déu de Montserrat